# Józef Kozyra
Józef Marian Kozyra (ur. 8 września 1947 w Piekarach Śląskich) – polski duchowny katolicki, biblista, doktor habilitowany nauk teologicznych, profesor nadzwyczajny Wydziału Teologicznego Uniwersytetu Śląskiego.

## Życiorys
W latach 1965–1972 studiował w Wyższym Śląskim Seminarium Duchownym w Krakowie. Święcenia kapłańskie otrzymał 30 marca 1972. W tymże roku na podstawie pracy „Aspekty teologiczne paruzji Chrystusa w 1 Kor 15” uzyskał także licencjat z teologii biblijnej na Papieskiej Akademii Teologicznej w Krakowie.
W latach 1972–1982 był wikariuszem w parafiach w Piekarach Śląskich (1972), Jastrzębiu-Zdroju (1972–1973) i Bielsku-Białej (1979–1982). W 1977 na podstawie dysertacji „Kainotes. Idea nowości w Nowym Testamencie” uzyskał stopień doktora teologii nauk biblijnych na Katolickim Uniwersytecie Lubelskim. W latach 1977–1978 studiował na Papieskim Instytucie Biblijnym, a w latach 1978–1979 także w Studium Biblicum Franciscanum. Od 1979 do 1986 roku był duszpasterzem akademickim w Bielsku-Białej i Rybniku.
Od 1980 roku jest kapelanem Klubu Inteligencji Katolickiej w Katowicach (wcześniej także w Bielsku-Białej i Rybniku). W latach 1980–1986 pracował w Studium Pastoralnym Wydziału Teologicznego Akademii Teologii Katolickiej, zaś w latach 1980–2000 był pracownikiem naukowo-dydaktycznym w Diecezjalnym Studium Katechetycznym. Od 1982 do 1986 roku był katechetą, duszpasterzem oraz kapelanem w Prywatnym Żeńskim Liceum Ogólnokształcącym Sióstr Urszulanek w Rybniku. W latach 1986–2001 wykładał nauki biblijne w Wyższym Śląskim Seminarium Duchownym w Katowicach, ponadto od 1986 roku był pracownikiem naukowo-dydaktycznym w Eksternistycznym Studium Teologicznym Wydziału Teologicznego KUL w Katowicach. Od 1992 do 2001 roku był pracownikiem Papieskiego Instytutu Teologicznego w Bielsku-Białej. W latach 1996–1998 pracował w Eksternistycznym Studium Wydziału Społecznej Nauki Kościoła KUL w Katowicach. Od 2001 roku pracuje w Zakładzie Teologii Biblijnej Wydziału Teologicznego Uniwersytetu Śląskiego.
W 2002 na podstawie dorobku naukowego i rozprawy „Jezus Chrystus jako APXH. Protologia chrystologiczna pierwotnej tradycji apostolskiej Nowego Testamentu w interpretacji rdzenia arch-” otrzymał stopień doktora habilitowanego na Wydziale Teologii KUL. W 2009 został profesorem nadzwyczajnym Uniwersytetu Śląskiego.
Jest m.in. autorem książek: Jak powstawały Ewangelie? (Kraków 1992), Jezus Chrystus jako APXH. Protologia chrystologiczna pierwotnej tradycji apostolskiej Nowego Testamentu w interpretacji rdzenia arch- (Katowice 2001) i Geneza ewangelii (Katowice 2005). Był współautorem artykułów w „Słowniku biblijnym” i „Encyklopedii dla dzieci i młodzieży”, brał także udział w tłumaczeniu Biblii Paulistów i przygotowaniu Nowego Komentarza Biblijnego. Jest członkiem Stowarzyszenia Biblistów Polskich.